# Yūji Hashimoto
Yūji Hashimoto (橋本 雄二?, Hashimoto Yūji; Prefettura di Ibaraki, 13 maggio 1970) è un ex calciatore giapponese, di ruolo difensore.

## Carriera
Vestì la maglia del Gamba Osaka in più di 50 occasioni mentre la società militava nella prima divisione del calcio giapponese.